# District de Yingzhou
Le district de Yingzhou (颍州区 ; pinyin : Yǐngzhōu Qū) est une subdivision administrative de la province de l'Anhui en Chine. Il est placé sous la juridiction de la ville-préfecture de Fuyang.